# Нефтегорский район
Нефтего́рский райо́н — административно-территориальная единица (район) и муниципальное образование (муниципальный район) на юго-востоке Самарской области России.
Расположен в 100 км от Самары. В состав района входит 20 населённых пунктов. Три четверти населения проживают в Нефтегорске и старинном селе Утевка.
Административный центр — город Нефтегорск.

## География
Площадь района — 1350 км². Основные реки — Ветлянка, Съезжая, Самара. Нефтегорский район расположен в степной части области. На севере протекает река Самара. На реке Ветлянка создано водохранилище. Основные добываемые природные ресурсы в районе - нефть и газ. Благодаря освоению местных месторождений возник Нефтегорск.

## История
На территории района около села Утевка были найдены 24 кургана, оказавшиеся захоронениями разных веков: от каменного до железного, здесь же были обнаружены каменные орудия труда.
До присоединения к Российскому государству в 15-17 веках регион находился в составе Ногайской Орды.
После поражения Емельяна Пугачева во второй половине 18-го века на территорию района двинулся поток переселенцев.
Территория района долгое время входила в Казанскую губернию, затем в Астраханскую, а в декабре 1850 года была образована Самарская губерния и район стал относиться к Бузулукскому уезду Самарской губернии.
С 1935 года в составе Куйбышевской области существовал Утёвский район с центром в самом крупном селе района — Утёвка. В 1959 году Утёвский район был ликвидирован, часть его отошла к Богатовскому району, часть к Кинельскому, отдельные села вошли в Волжский район.
В 1960 году начато строительство поселка Нефтегорск (с 1989 года — город). Решением № 52 от 16 января 1965 года «О разукрупнении сельских районов и изменении административной подчиненности населенных пунктов области» Исполнительного комитета Куйбышевского областного Совета депутатов трудящихся разукрупнены сельские районы области и дополнительно образованы восемь районов, среди которых Нефтегорский район с центром в поселке городского типа Нефтегорск.

## Население
| 2002    | 2008    | 2010    | 2011    | 2012    | 2013    | 2014    | 2015    | 2016    |
| ------- | ------- | ------- | ------- | ------- | ------- | ------- | ------- | ------- |
| 32 246  | ↘31 662 | ↗34 478 | ↘34 392 | ↘34 360 | ↘34 137 | ↘33 958 | ↘33 797 | ↘33 642 |
| 2017    | 2018    | 2019    | 2020    | 2021    |         |         |         |         |
| ↘33 378 | ↘33 138 | ↘33 000 | ↘32 941 | ↘32 372 |         |         |         |         |

### Национальный состав
Большая часть населения — русские (87,8 %). Также в районе проживают казахи (1,8 %), мордва (2,5 %), украинцы (1,2 %), татары (2,1 %), армяне (1 %), чуваши (1,9 %). На другие национальности приходится 1,7 %.

## Административное деление
В муниципальный район Нефтегорский входят 9 муниципальных образований, в том числе 1 городское поселение и 8 сельских поселений:
Городские поселения:
1. Нефтегорск (город Нефтегорск)

Сельские поселения:
1. Бариновка (село Бариновка)
2. Богдановка (село Богдановка, посёлки Знамя Труда, Кравцевский)
3. Дмитриевка (сёла Верхняя Домашка, Дмитриевка, Филипповка)
4. Зуевка (сёла Верхнесъезжее, Зуевка)
5. Кулешовка (село Кулешовка, посёлок Ветлянка)
6. Покровка (село Покровка, посёлок Ильменевский)
7. Семёновка (село Семёновка, посёлок Новая Жизнь)
8. Утёвка (сёла Трофимовка, Утёвка, посёлки Каменный Дол, Песчаный Дол)

Законом Самарской области от 14 марта 2025 года № 31-ГД объединены сельские поселения Бариновка и Утёвка во вновь образованное сельское поселение Утёвка.

## Экономика
В Нефтегорском районе осуществляют свою деятельность 413 предприятий различных форм собственности, из них в промышленности действуют 45 предприятий, в сельском хозяйстве — 136, в торговле и общественном питании — 57.
Также в районе 4 колхоза, коллективное сельскохозяйственное предприятие, 2 акционерных общества закрытого типа, подсобное хозяйство, 2 овощеводческих предприятия, 99 крестьянских фермерских хозяйств. Имеются 4 банка и 3 страховых общества.
По состоянию на 1.01.2018 в экономике района трудятся 12 000 человек.

## СМИ

### Телевидение
На территории района возможен приём следующих телеканалов:
- С РТС в Нефтегорске: «Культура» (7 ТВК), «Россия» (12), «Губернский канал» (46), «Первый канал» (51);
- С РТС в Утёвке: «Губернский канал» 52 ТВК;
- С РТС в Дмитриевке: «Губернский канал» 28 ТВК;
- С РТС в Богдановке: «Губернский канал» 36 ТВК.

### Радио
- На частоте 68,9 МГц с мощностью 1 кВт вещает самарское «Областное Радио».
- На частоте 107,8 МГц планируется вещание Поместного радио.